# Мелюзіна (роман)
Мелюзіна (англ. Mélusine) — фентезійний роман 2005 року, написаний американською авторкою Сарою Монетт (англ. Sarah Monette). Це перша книга серії «Доктрина лабіринтів», яка включає «Вірту», «Мірадор» і «Корамбіс». Роман був добре сприйнятий після випуску, так американськи тижневик Publishers Weekly у своїй рецензії відзначив його зірочкою та назвав «надзвичайним».

## Короткий зміст сюжету
Мелюзіна - місто таємниць і брехні, насолоди і болю, магії і корупції, а також загублених і віднайдених доль.
Фелікс Герроугейт - хвацький, високошанований чарівник. Але його аристократичні однолітки не знають про його темне минуле - про те, як його колишній жорстокий господар поневолив його тіло і душу та навчив видавати себе за дворянина. У стінах Мірадору - цитаделі влади та чаклунства Мелюзіни - Фелікс вважав, що він у безпеці. Він помилявся. Тепер жахи його минулого життя знайшли його і загрожують зруйнувати все, чим він став.
Злодій Лис Мілдмей звик, що на нього полюють. Вихований як домашній злодій і натренований на вбивцю, він давно втік від свого Доглядача і живе сам по собі, як кіт-злодій. Але тепер його спіймав таємничий чужоземний чарівник за допомогою потужного заклинання. Але чарівник шукав не Мілдмея, а Фелікса Герроугейта.
Чарівник Фелікс і розшукуваний вбивця Мілдмей мандрують далеко від Мелузіни через землі, сповнені дивних чарів і страшних демонів темряви. Але саме шокуюча таємниця з їхнього минулого, яка невблаганно пов'язує їх разом, або врятує їх, або знищить.

### Нагороди
Мелюзіна був номінований на премію Локус за найкращий дебютний роман та отримав 7 місце у загальному списку. 